# Collegio elettorale di Macerata (Regno d'Italia)
Il collegio elettorale di Macerata è stato un collegio elettorale uninominale e di lista del Regno d'Italia per l'elezione della Camera dei deputati.

## Storia
Il collegio uninominale venne istituito, insieme ad altri 442, tramite regio decreto 17 dicembre 1860, n. 4513.
Successivamente divenne collegio plurinominale tramite regio decreto 24 settembre 1882, n. 999, in seguito alla riforma che stabilì complessivamente 135 collegi elettorali.
Tornò poi ad essere un collegio uninominale tramite regio decreto 14 giugno 1891, n. 280, in seguito alla riforma che stabilì complessivamente 508 collegi elettorali.
In seguito divenne un collegio con scrutinio di lista con sistema proporzionale tramite regio decreto 10 settembre 1919, n. 1576, in seguito alla riforma che definì 54 collegi elettorali.
Fu soppresso nel 1921 in seguito alla riforma che definì 40 collegi elettorali.
| Legislature           | VIII | IX   | X    | XI   | XII  | XIII | XIV  | XV   | XVI  | XVII | XVIII | XIX  | XX   | XXI  | XXII | XXIII | XXIV | XXV  | XXVI | XXVII | XXVIII | XXIX | XXX  |
| --------------------- | ---- | ---- | ---- | ---- | ---- | ---- | ---- | ---- | ---- | ---- | ----- | ---- | ---- | ---- | ---- | ----- | ---- | ---- | ---- | ----- | ------ | ---- | ---- |
| Elezioni              | 1861 | 1865 | 1867 | 1870 | 1874 | 1876 | 1880 | 1882 | 1886 | 1890 | 1892  | 1895 | 1897 | 1900 | 1904 | 1909  | 1913 | 1919 | 1921 | 1924  | 1929   | 1934 | 1939 |
| Deputati nel collegio | 1    | 1    | 1    | 1    | 1    | 1    | 1    | 5    | 5    | 5    | 1     | 1    | 1    | 1    | 1    | 1     | 1    | 8    |      |       |        |      |      |
|                       |      |      |      |      |      |      |      |      |      |      |       |      |      |      |      |       |      |      |      |       |        |      |      |
| Totale eletti         | 443  | 493  | 493  | 508  | 508  | 508  | 508  | 508  | 508  | 508  | 508   | 508  | 508  | 508  | 508  | 508   | 508  | 508  | 535  | 535   | 400    | 400  |      |
| Numero collegi        | 443  | 493  | 493  | 508  | 508  | 508  | 508  | 135  | 135  | 135  | 508   | 508  | 508  | 508  | 508  | 508   | 508  | 54   | 40   | 15    | 1      | 1    |      |

## Territorio
Nel 1919 Macerata divenne capoluogo del collegio comprendente le due province di Macerata e di Ascoli Piceno; nel 1921 le province furono inglobate nel collegio di Ancona.

## Dati elettorali
Nel collegio si svolsero elezioni per diciotto legislature.

### VIII legislatura
Le votazioni si svolsero in 443 collegi uninominali a doppio turno. Come previsto dalla legge elettorale del 17 dicembre 1860, era eletto al primo turno il candidato che «riunisce in suo favore più del terzo dei voti del total numero dei membri componenti il collegio e più della metà dei suffragi dati dai votanti presenti all'adunanza» (art. 91). Se nessun candidato era eletto, al ballottaggio tra i due candidati con più voti era eletto chi otteneva il maggior numero di voti (art. 92) o, in caso di ugual numero di voti, il maggiore d'età (art. 93).
| Partito                            | Partito                            | Candidato                          | Risultati 27 gennaio 1861 | Risultati 27 gennaio 1861 |
| Partito                            | Partito                            | Candidato                          | Voti                      | %                         |
| ---------------------------------- | ---------------------------------- | ---------------------------------- | ------------------------- | ------------------------- |
|                                    | —                                  | Diomede Pantaleoni                 | 180                       | 83,33                     |
|                                    | —                                  | Tommaso Lauri                      | 36                        | 16,67                     |
|                                    |                                    |                                    |                           |                           |
| Iscritti                           | Iscritti                           | Iscritti                           | 470                       | 100,00                    |
| ↳ Votanti (% su iscritti)          | ↳ Votanti (% su iscritti)          | ↳ Votanti (% su iscritti)          | 235                       | 50,00                     |
| ↳ Voti validi (% su votanti)       | ↳ Voti validi (% su votanti)       | ↳ Voti validi (% su votanti)       | 216                       | 91,91                     |
| ↳ Schede non valide (% su votanti) | ↳ Schede non valide (% su votanti) | ↳ Schede non valide (% su votanti) | 19                        | 8,09                      |
| ↳ Astenuti (% su iscritti)         | ↳ Astenuti (% su iscritti)         | ↳ Astenuti (% su iscritti)         | 235                       | 50,00                     |

L'onorevole Pantaleoni si dimise il 24 novembre 1862 e fu indetta un'elezione suppletiva per il 21 dicembre 1862.
| Partito                            | Partito                            | Candidato                          | Risultati 21 dicembre 1862 | Risultati 21 dicembre 1862 |
| Partito                            | Partito                            | Candidato                          | Voti                       | %                          |
| ---------------------------------- | ---------------------------------- | ---------------------------------- | -------------------------- | -------------------------- |
|                                    | —                                  | Giuseppe Briganti Bellini          | 198                        | 98,02                      |
|                                    | —                                  | Voti dispersi                      | 4                          | 1,98                       |
|                                    |                                    |                                    |                            |                            |
| Iscritti                           | Iscritti                           | Iscritti                           | 479                        | 100,00                     |
| ↳ Votanti (% su iscritti)          | ↳ Votanti (% su iscritti)          | ↳ Votanti (% su iscritti)          | 204                        | 42,59                      |
| ↳ Voti validi (% su votanti)       | ↳ Voti validi (% su votanti)       | ↳ Voti validi (% su votanti)       | 202                        | 99,02                      |
| ↳ Schede non valide (% su votanti) | ↳ Schede non valide (% su votanti) | ↳ Schede non valide (% su votanti) | 2                          | 0,98                       |
| ↳ Astenuti (% su iscritti)         | ↳ Astenuti (% su iscritti)         | ↳ Astenuti (% su iscritti)         | 275                        | 57,41                      |

### IX legislatura
Le votazioni si svolsero in 493 collegi uninominali a doppio turno con la stessa normativa precedente (al primo turno un numero di voti maggiore di un terzo degli iscritti al voto).
| Partito                            | Partito                            | Candidato                          | Risultati 22 ottobre 1865 | Risultati 22 ottobre 1865 |
| Partito                            | Partito                            | Candidato                          | Voti                      | %                         |
| ---------------------------------- | ---------------------------------- | ---------------------------------- | ------------------------- | ------------------------- |
|                                    | —                                  | Stefano Jacini                     | 275                       | 98,21                     |
|                                    | —                                  | Voti dispersi                      | 5                         | 1,79                      |
|                                    |                                    |                                    |                           |                           |
| Iscritti                           | Iscritti                           | Iscritti                           | 685                       | 100,00                    |
| ↳ Votanti (% su iscritti)          | ↳ Votanti (% su iscritti)          | ↳ Votanti (% su iscritti)          | 281                       | 41,02                     |
| ↳ Voti validi (% su votanti)       | ↳ Voti validi (% su votanti)       | ↳ Voti validi (% su votanti)       | 280                       | 99,64                     |
| ↳ Schede non valide (% su votanti) | ↳ Schede non valide (% su votanti) | ↳ Schede non valide (% su votanti) | 1                         | 0,36                      |
| ↳ Astenuti (% su iscritti)         | ↳ Astenuti (% su iscritti)         | ↳ Astenuti (% su iscritti)         | 404                       | 58,98                     |

L'onorevole Jacini optò per il collegio di Pizzighettone il 30 novembre 1865 e fu indetta un'elezione suppletiva per il 31 dicembre 1865.
| Partito                            | Partito                            | Candidato                          | Primo turno 31 dicembre 1865 | Primo turno 31 dicembre 1865 | Ballottaggio 7 gennaio 1866 | Ballottaggio 7 gennaio 1866 |
| Partito                            | Partito                            | Candidato                          | Voti                         | %                            | Voti                        | %                           |
| ---------------------------------- | ---------------------------------- | ---------------------------------- | ---------------------------- | ---------------------------- | --------------------------- | --------------------------- |
|                                    | —                                  | Giovanni Battista Gaola Antinori   | 108                          | 38,57                        | 196                         | 69,50                       |
|                                    | —                                  | Timoteo Riboli                     | 90                           | 32,14                        | 86                          | 30,50                       |
|                                    | —                                  | Leopoldo Galeotti                  | 82                           | 29,29                        |                             |                             |
|                                    |                                    |                                    |                              |                              |                             |                             |
| Iscritti                           | Iscritti                           | Iscritti                           | 710                          | 100,00                       | 710                         | 100,00                      |
| ↳ Votanti (% su iscritti)          | ↳ Votanti (% su iscritti)          | ↳ Votanti (% su iscritti)          | 287                          | 40,42                        | 289                         | 40,70                       |
| ↳ Voti validi (% su votanti)       | ↳ Voti validi (% su votanti)       | ↳ Voti validi (% su votanti)       | 280                          | 97,56                        | 282                         | 97,58                       |
| ↳ Schede non valide (% su votanti) | ↳ Schede non valide (% su votanti) | ↳ Schede non valide (% su votanti) | 7                            | 2,44                         | 7                           | 2,42                        |
| ↳ Astenuti (% su iscritti)         | ↳ Astenuti (% su iscritti)         | ↳ Astenuti (% su iscritti)         | 423                          | 59,58                        | 421                         | 59,30                       |

### X legislatura
Le votazioni si svolsero in 493 collegi uninominali a doppio turno con la stessa normativa precedente (al primo turno un numero di voti maggiore di un terzo degli iscritti al voto).
| Partito                            | Partito                            | Candidato                          | Primo turno 10 marzo 1867 | Primo turno 10 marzo 1867 | Ballottaggio 17 marzo 1867 | Ballottaggio 17 marzo 1867 |
| Partito                            | Partito                            | Candidato                          | Voti                      | %                         | Voti                       | %                          |
| ---------------------------------- | ---------------------------------- | ---------------------------------- | ------------------------- | ------------------------- | -------------------------- | -------------------------- |
|                                    | —                                  | Giovanni Battista Gaola Antinori   | 206                       | 59,71                     | 261                        | 65,41                      |
|                                    | —                                  | Federico Host                      | 139                       | 40,29                     | 138                        | 34,59                      |
|                                    |                                    |                                    |                           |                           |                            |                            |
| Iscritti                           | Iscritti                           | Iscritti                           | 771                       | 100,00                    | 771                        | 100,00                     |
| ↳ Votanti (% su iscritti)          | ↳ Votanti (% su iscritti)          | ↳ Votanti (% su iscritti)          | 358                       | 46,43                     | 406                        | 52,66                      |
| ↳ Voti validi (% su votanti)       | ↳ Voti validi (% su votanti)       | ↳ Voti validi (% su votanti)       | 345                       | 96,37                     | 399                        | 98,28                      |
| ↳ Schede non valide (% su votanti) | ↳ Schede non valide (% su votanti) | ↳ Schede non valide (% su votanti) | 13                        | 3,63                      | 7                          | 1,72                       |
| ↳ Astenuti (% su iscritti)         | ↳ Astenuti (% su iscritti)         | ↳ Astenuti (% su iscritti)         | 413                       | 53,57                     | 365                        | 47,34                      |

### XI legislatura
Le votazioni si svolsero in 508 collegi uninominali a doppio turno con la normativa del 1860 (al primo turno un numero di voti maggiore di un terzo degli iscritti al voto).
| Partito                            | Partito                            | Candidato                          | Primo turno 20 novembre 1870 | Primo turno 20 novembre 1870 | Ballottaggio 27 novembre 1870 | Ballottaggio 27 novembre 1870 |
| Partito                            | Partito                            | Candidato                          | Voti                         | %                            | Voti                          | %                             |
| ---------------------------------- | ---------------------------------- | ---------------------------------- | ---------------------------- | ---------------------------- | ----------------------------- | ----------------------------- |
|                                    | —                                  | Giovanni Battista Gaola Antinori   | 106                          | 31,36                        | 212                           | 56,23                         |
|                                    | —                                  | Luigi Trevellini                   | 93                           | 27,51                        | 165                           | 43,77                         |
|                                    | —                                  | Diomede Pantaleoni                 | 73                           | 21,60                        |                               |                               |
|                                    | —                                  | Giovanni Battista Varè             | 66                           | 19,53                        |                               |                               |
|                                    |                                    |                                    |                              |                              |                               |                               |
| Iscritti                           | Iscritti                           | Iscritti                           | 729                          | 100,00                       | 729                           | 100,00                        |
| ↳ Votanti (% su iscritti)          | ↳ Votanti (% su iscritti)          | ↳ Votanti (% su iscritti)          | 344                          | 47,19                        | 384                           | 52,67                         |
| ↳ Voti validi (% su votanti)       | ↳ Voti validi (% su votanti)       | ↳ Voti validi (% su votanti)       | 338                          | 98,26                        | 377                           | 98,18                         |
| ↳ Schede non valide (% su votanti) | ↳ Schede non valide (% su votanti) | ↳ Schede non valide (% su votanti) | 6                            | 1,74                         | 7                             | 1,82                          |
| ↳ Astenuti (% su iscritti)         | ↳ Astenuti (% su iscritti)         | ↳ Astenuti (% su iscritti)         | 385                          | 52,81                        | 345                           | 47,33                         |

### XII legislatura
Le votazioni si svolsero in 508 collegi uninominali a doppio turno con la normativa del 1860 (al primo turno un numero di voti maggiore di un terzo degli iscritti al voto).
| Partito                            | Partito                            | Candidato                          | Primo turno 8 novembre 1874 | Primo turno 8 novembre 1874 | Ballottaggio 15 novembre 1874 | Ballottaggio 15 novembre 1874 |
| Partito                            | Partito                            | Candidato                          | Voti                        | %                           | Voti                          | %                             |
| ---------------------------------- | ---------------------------------- | ---------------------------------- | --------------------------- | --------------------------- | ----------------------------- | ----------------------------- |
|                                    | —                                  | Giovanni Battista Gaola Antinori   | 236                         | 51,30                       | 297                           | 53,71                         |
|                                    | —                                  | Luigi Pianciani                    | 224                         | 48,70                       | 256                           | 46,29                         |
|                                    |                                    |                                    |                             |                             |                               |                               |
| Iscritti                           | Iscritti                           | Iscritti                           | 867                         | 100,00                      | 867                           | 100,00                        |
| ↳ Votanti (% su iscritti)          | ↳ Votanti (% su iscritti)          | ↳ Votanti (% su iscritti)          | 473                         | 54,56                       | 561                           | 64,71                         |
| ↳ Voti validi (% su votanti)       | ↳ Voti validi (% su votanti)       | ↳ Voti validi (% su votanti)       | 460                         | 97,25                       | 553                           | 98,57                         |
| ↳ Schede non valide (% su votanti) | ↳ Schede non valide (% su votanti) | ↳ Schede non valide (% su votanti) | 13                          | 2,75                        | 8                             | 1,43                          |
| ↳ Astenuti (% su iscritti)         | ↳ Astenuti (% su iscritti)         | ↳ Astenuti (% su iscritti)         | 394                         | 45,44                       | 306                           | 35,29                         |

### XIII legislatura
Le votazioni si svolsero in 508 collegi uninominali a doppio turno con la normativa del 1860 (al primo turno un numero di voti maggiore di un terzo degli iscritti al voto).
| Partito                            | Partito                            | Candidato                          | Risultati 5 novembre 1876 | Risultati 5 novembre 1876 |
| Partito                            | Partito                            | Candidato                          | Voti                      | %                         |
| ---------------------------------- | ---------------------------------- | ---------------------------------- | ------------------------- | ------------------------- |
|                                    | —                                  | Cesare Correnti                    | 323                       | 92,02                     |
|                                    | —                                  | Francesco Fiorenzi                 | 28                        | 7,98                      |
|                                    |                                    |                                    |                           |                           |
| Iscritti                           | Iscritti                           | Iscritti                           | 907                       | 100,00                    |
| ↳ Votanti (% su iscritti)          | ↳ Votanti (% su iscritti)          | ↳ Votanti (% su iscritti)          | 377                       | 41,57                     |
| ↳ Voti validi (% su votanti)       | ↳ Voti validi (% su votanti)       | ↳ Voti validi (% su votanti)       | 351                       | 93,10                     |
| ↳ Schede non valide (% su votanti) | ↳ Schede non valide (% su votanti) | ↳ Schede non valide (% su votanti) | 26                        | 6,90                      |
| ↳ Astenuti (% su iscritti)         | ↳ Astenuti (% su iscritti)         | ↳ Astenuti (% su iscritti)         | 530                       | 58,43                     |

L'onorevole Correnti optò per il collegio di Milano il 21 dicembre 1876 e fu indetta un'elezione suppletiva per il 21 gennaio 1877.
| Partito                            | Partito                            | Candidato                          | Primo turno 21 gennaio 1877 | Primo turno 21 gennaio 1877 | Ballottaggio 28 gennaio 1877 | Ballottaggio 28 gennaio 1877 |
| Partito                            | Partito                            | Candidato                          | Voti                        | %                           | Voti                         | %                            |
| ---------------------------------- | ---------------------------------- | ---------------------------------- | --------------------------- | --------------------------- | ---------------------------- | ---------------------------- |
|                                    | —                                  | Antonio Allievi                    | 214                         | 51,07                       | 302                          | 51,36                        |
|                                    | —                                  | Antonio Oliva                      | 205                         | 48,93                       | 286                          | 48,64                        |
|                                    |                                    |                                    |                             |                             |                              |                              |
| Iscritti                           | Iscritti                           | Iscritti                           | 905                         | 100,00                      | 905                          | 100,00                       |
| ↳ Votanti (% su iscritti)          | ↳ Votanti (% su iscritti)          | ↳ Votanti (% su iscritti)          | 514                         | 56,80                       | 592                          | 65,41                        |
| ↳ Voti validi (% su votanti)       | ↳ Voti validi (% su votanti)       | ↳ Voti validi (% su votanti)       | 419                         | 81,52                       | 588                          | 99,32                        |
| ↳ Schede non valide (% su votanti) | ↳ Schede non valide (% su votanti) | ↳ Schede non valide (% su votanti) | 95                          | 18,48                       | 4                            | 0,68                         |
| ↳ Astenuti (% su iscritti)         | ↳ Astenuti (% su iscritti)         | ↳ Astenuti (% su iscritti)         | 391                         | 43,20                       | 313                          | 34,59                        |

### XIV legislatura
Le votazioni si svolsero in 508 collegi uninominali a doppio turno con la normativa del 1860 (al primo turno un numero di voti maggiore di un terzo degli iscritti al voto).
| Partito                            | Partito                            | Candidato                          | Primo turno 16 maggio 1880 | Primo turno 16 maggio 1880 | Ballottaggio 23 maggio 1880 | Ballottaggio 23 maggio 1880 |
| Partito                            | Partito                            | Candidato                          | Voti                       | %                          | Voti                        | %                           |
| ---------------------------------- | ---------------------------------- | ---------------------------------- | -------------------------- | -------------------------- | --------------------------- | --------------------------- |
|                                    | —                                  | Guglielmo Lunghini                 | 190                        | 37,33                      | 329                         | 55,29                       |
|                                    | —                                  | Alfonso Lazzarini                  | 182                        | 35,76                      | 266                         | 44,71                       |
|                                    | —                                  | Antonio Oliva                      | 137                        | 26,92                      |                             |                             |
|                                    |                                    |                                    |                            |                            |                             |                             |
| Iscritti                           | Iscritti                           | Iscritti                           | 920                        | 100,00                     | 920                         | 100,00                      |
| ↳ Votanti (% su iscritti)          | ↳ Votanti (% su iscritti)          | ↳ Votanti (% su iscritti)          | 515                        | 55,98                      | 603                         | 65,54                       |
| ↳ Voti validi (% su votanti)       | ↳ Voti validi (% su votanti)       | ↳ Voti validi (% su votanti)       | 509                        | 98,83                      | 595                         | 98,67                       |
| ↳ Schede non valide (% su votanti) | ↳ Schede non valide (% su votanti) | ↳ Schede non valide (% su votanti) | 6                          | 1,17                       | 8                           | 1,33                        |
| ↳ Astenuti (% su iscritti)         | ↳ Astenuti (% su iscritti)         | ↳ Astenuti (% su iscritti)         | 405                        | 44,02                      | 317                         | 34,46                       |

### XV legislatura
Le votazioni si svolsero in 135 collegi plurinominali a doppio turno. Come previsto dalla legge elettorale politica del 24 settembre 1882, erano eletti al primo turno i candidati che «hanno ottenuto il maggior numero di voti, purché questo numero oltrepassi l'ottavo del numero degli elettori iscritti» (art. 74) secondo il numero di deputati previsto per il collegio; se il numero di eletti era inferiore al numero di deputati, il ballottaggio era tra i non eletti (in numero doppio rispetto ai deputati ancora da eleggere) che avevano il maggior numero di voti (art. 75) ed era eletto chi otteneva il maggior numero di voti nella seconda votazione (art. 77) oppure, in caso di ugual numero di voti, il maggiore d'età (art. 78).
| Partito                    | Partito                    | Candidato                        | Risultati 29 ottobre 1882 | Risultati 29 ottobre 1882 |
| Partito                    | Partito                    | Candidato                        | Voti                      | %                         |
| -------------------------- | -------------------------- | -------------------------------- | ------------------------- | ------------------------- |
|                            | —                          | Medoro Savini                    | 4 866                     | 48,58                     |
|                            | —                          | Giovanni Zucconi                 | 4 445                     | 44,38                     |
|                            | —                          | Guglielmo Lunghini               | 4 329                     | 43,22                     |
|                            | —                          | Alfonso Lazzarini                | 3 070                     | 30,65                     |
|                            | —                          | Giovanni Falleroni               | 2 484                     | 24,80                     |
|                            | —                          | Giovanni Mestica                 | 2 080                     | 20,77                     |
|                            | —                          | Giovanni Battista Gaola Antinori | 1 971                     | 19,68                     |
|                            | —                          | Orazio Pennesi                   | 1 768                     | 17,65                     |
|                            | —                          | Giovanni Battista Pericoli       | 1 365                     | 13,63                     |
|                            | —                          | Vincenzo Bruschetti              | 1 323                     | 13,21                     |
|                            | —                          | Raffaele Marchetti               | 1 090                     | 10,88                     |
|                            | —                          | Tarquinio Gentili                | 937                       | 9,36                      |
|                            | —                          | Alessandro Carancini             | 600                       | 5,99                      |
|                            | —                          | Pio Lazzarini                    | 583                       | 5,82                      |
|                            | —                          | Amilcare Cipriani                | 270                       | 2,70                      |
|                            |                            |                                  |                           |                           |
| Iscritti                   | Iscritti                   | Iscritti                         | 16 719                    | 100,00                    |
| ↳ Votanti (% su iscritti)  | ↳ Votanti (% su iscritti)  | ↳ Votanti (% su iscritti)        | 10 016                    | 59,91                     |
| ↳ Astenuti (% su iscritti) | ↳ Astenuti (% su iscritti) | ↳ Astenuti (% su iscritti)       | 6 703                     | 40,09                     |

Essendosi l'onorevole Falleroni nella tornata del 30 novembre 1882 rifiutato di prestare il giuramento previsto dall'articolo 49 dello Statuto, e per gli effetti dell'articolo 1 della legge 30 dicembre 1882 sul giuramento, venne dichiarato vacante un seggio nel collegio il 17 gennaio 1883. Fu indetta un'elezione suppletiva per l'11 febbraio1883
| Partito                            | Partito                            | Candidato                          | Risultati 11 febbraio 1883 | Risultati 11 febbraio 1883 |
| Partito                            | Partito                            | Candidato                          | Voti                       | %                          |
| ---------------------------------- | ---------------------------------- | ---------------------------------- | -------------------------- | -------------------------- |
|                                    | —                                  | Assuero Tartufari                  | 4 803                      | 60,64                      |
|                                    | —                                  | Carlo Luzi                         | 2 890                      | 36,49                      |
|                                    | —                                  | Giovanni Battista Gaola Antinori   | 116                        | 1,46                       |
|                                    | —                                  | Giovanni Battista Pericoli         | 111                        | 1,40                       |
|                                    |                                    |                                    |                            |                            |
| Iscritti                           | Iscritti                           | Iscritti                           | 16 711                     | 100,00                     |
| ↳ Votanti (% su iscritti)          | ↳ Votanti (% su iscritti)          | ↳ Votanti (% su iscritti)          | 8 366                      | 50,06                      |
| ↳ Voti validi (% su votanti)       | ↳ Voti validi (% su votanti)       | ↳ Voti validi (% su votanti)       | 7 920                      | 94,67                      |
| ↳ Schede non valide (% su votanti) | ↳ Schede non valide (% su votanti) | ↳ Schede non valide (% su votanti) | 446                        | 5,33                       |
| ↳ Astenuti (% su iscritti)         | ↳ Astenuti (% su iscritti)         | ↳ Astenuti (% su iscritti)         | 8 345                      | 49,94                      |

### XVI legislatura
Le votazioni si svolsero in 135 collegi plurinominali a doppio turno con la normativa del 1882 (al primo turno un numero di voti maggiore di un ottavo degli iscritti al voto).
| Partito                    | Partito                    | Candidato                  | Risultati 23 maggio 1886 | Risultati 23 maggio 1886 |
| Partito                    | Partito                    | Candidato                  | Voti                     | %                        |
| -------------------------- | -------------------------- | -------------------------- | ------------------------ | ------------------------ |
|                            | —                          | Medoro Savini              | 6 083                    | 53,31                    |
|                            | —                          | Giovanni Zucconi           | 5 364                    | 47,01                    |
|                            | —                          | Alessandro Costa           | 5 247                    | 45,98                    |
|                            | —                          | Alfonso Lazzarini          | 3 091                    | 27,09                    |
|                            | —                          | Carlo Luzi                 | 2 774                    | 24,31                    |
|                            | —                          | Orazio Pennesi             | 2 709                    | 23,74                    |
|                            | —                          | Guglielmo Lunghini         | 2 614                    | 22,91                    |
|                            | —                          | Giovanni Mestica           | 2 347                    | 20,57                    |
|                            | —                          | Giovanni Bovio             | 2 050                    | 17,97                    |
|                            | —                          | Assuero Tartufari          | 1 352                    | 11,85                    |
|                            | —                          | Paolo Ricci                | 1 177                    | 10,31                    |
|                            |                            |                            |                          |                          |
| Iscritti                   | Iscritti                   | Iscritti                   | 19 738                   | 100,00                   |
| ↳ Votanti (% su iscritti)  | ↳ Votanti (% su iscritti)  | ↳ Votanti (% su iscritti)  | 11 411                   | 57,81                    |
| ↳ Astenuti (% su iscritti) | ↳ Astenuti (% su iscritti) | ↳ Astenuti (% su iscritti) | 8 327                    | 42,19                    |

Il deputato Savini morì il 21 febbraio 1888 e fu indetta un'elezione suppletiva per il 18 marzo 1888.
| Partito                            | Partito                            | Candidato                          | Risultati 18 marzo 1888 | Risultati 18 marzo 1888 |
| Partito                            | Partito                            | Candidato                          | Voti                    | %                       |
| ---------------------------------- | ---------------------------------- | ---------------------------------- | ----------------------- | ----------------------- |
|                                    | —                                  | Guglielmo Lunghini                 | 3 134                   | 32,01                   |
|                                    | —                                  | Paolo Ricci                        | 3 011                   | 30,76                   |
|                                    | —                                  | Cesare Bernabei                    | 2 800                   | 28,60                   |
|                                    | —                                  | Giulio Antici                      | 845                     | 8,63                    |
|                                    |                                    |                                    |                         |                         |
| Iscritti                           | Iscritti                           | Iscritti                           | 20 684                  | 100,00                  |
| ↳ Votanti (% su iscritti)          | ↳ Votanti (% su iscritti)          | ↳ Votanti (% su iscritti)          | 10 152                  | 49,08                   |
| ↳ Voti validi (% su votanti)       | ↳ Voti validi (% su votanti)       | ↳ Voti validi (% su votanti)       | 9 790                   | 96,43                   |
| ↳ Schede non valide (% su votanti) | ↳ Schede non valide (% su votanti) | ↳ Schede non valide (% su votanti) | 362                     | 3,57                    |
| ↳ Astenuti (% su iscritti)         | ↳ Astenuti (% su iscritti)         | ↳ Astenuti (% su iscritti)         | 10 532                  | 50,92                   |

### XVII legislatura
Le votazioni si svolsero in 135 collegi plurinominali a doppio turno con la normativa del 1882 (al primo turno un numero di voti maggiore di un ottavo degli iscritti al voto).
| Partito                    | Partito                    | Candidato                  | Risultati 23 novembre 1890 | Risultati 23 novembre 1890 |
| Partito                    | Partito                    | Candidato                  | Voti                       | %                          |
| -------------------------- | -------------------------- | -------------------------- | -------------------------- | -------------------------- |
|                            | —                          | Alessandro Costa           | 5 708                      | 45,31                      |
|                            | —                          | Paolo Ricci                | 5 454                      | 43,30                      |
|                            | —                          | Giovanni Mestica           | 5 011                      | 39,78                      |
|                            | —                          | Giovanni Zucconi           | 4 984                      | 39,56                      |
|                            | —                          | Carlo Luzi                 | 4 721                      | 37,48                      |
|                            | —                          | Alfonso Lazzarini          | 4 703                      | 37,33                      |
|                            | —                          | Pietro Sparvoli            | 3 979                      | 31,59                      |
|                            |                            |                            |                            |                            |
| Iscritti                   | Iscritti                   | Iscritti                   | 22 599                     | 100,00                     |
| ↳ Votanti (% su iscritti)  | ↳ Votanti (% su iscritti)  | ↳ Votanti (% su iscritti)  | 12 597                     | 55,74                      |
| ↳ Astenuti (% su iscritti) | ↳ Astenuti (% su iscritti) | ↳ Astenuti (% su iscritti) | 10 002                     | 44,26                      |

Ci fu l'annullamento dell'elezione del deputato Luzi il 3 marzo 1891, perché non erano state allegate ai verbali di tre sezioni le schede dichiarate nulle che erano state 23; questo fatto poteva bastare (ove fosse stato possibile sottoporle a nuovo esame) a mutare in eletto il candidato soccombente che dopo il Luzi aveva riportato maggior numero di voti. Fu indetta un'elezione suppletiva per il 5 aprile 1891.
| Partito                            | Partito                            | Candidato                          | Risultati 5 aprile 1891 | Risultati 5 aprile 1891 |
| Partito                            | Partito                            | Candidato                          | Voti                    | %                       |
| ---------------------------------- | ---------------------------------- | ---------------------------------- | ----------------------- | ----------------------- |
|                                    | —                                  | Carlo Luzi                         | 5 182                   | 40,87                   |
|                                    | —                                  | Alfonso Lazzarini                  | 4 654                   | 36,71                   |
|                                    | —                                  | Pietro Sparvoli                    | 2 843                   | 22,42                   |
|                                    |                                    |                                    |                         |                         |
| Iscritti                           | Iscritti                           | Iscritti                           | 22 347                  | 100,00                  |
| ↳ Votanti (% su iscritti)          | ↳ Votanti (% su iscritti)          | ↳ Votanti (% su iscritti)          | 13 075                  | 58,51                   |
| ↳ Voti validi (% su votanti)       | ↳ Voti validi (% su votanti)       | ↳ Voti validi (% su votanti)       | 12 679                  | 96,97                   |
| ↳ Schede non valide (% su votanti) | ↳ Schede non valide (% su votanti) | ↳ Schede non valide (% su votanti) | 396                     | 3,03                    |
| ↳ Astenuti (% su iscritti)         | ↳ Astenuti (% su iscritti)         | ↳ Astenuti (% su iscritti)         | 9 272                   | 41,49                   |

### XVIII legislatura
Le votazioni si svolsero in 508 collegi uninominali a doppio turno. Come previsto dalla legge elettorale politica del 28 giugno 1892, era eletto al primo turno il candidato che «ha ottenuto un numero di voti maggiore del sesto del numero totale degli elettori iscritti nella lista del collegio e più della metà dei suffragi dati dai votanti» escludendo le schede nulle (art. 74). Se nessun candidato era eletto, al ballottaggio tra i due candidati con più voti (art. 75) era eletto chi otteneva il maggior numero di voti oppure, in caso di ugual numero di voti, il maggiore d'età (art. 77).
| Partito                            | Partito                            | Candidato                          | Risultati 6 novembre 1892 | Risultati 6 novembre 1892 |
| Partito                            | Partito                            | Candidato                          | Voti                      | %                         |
| ---------------------------------- | ---------------------------------- | ---------------------------------- | ------------------------- | ------------------------- |
|                                    | —                                  | Alessandro Costa                   | 2 400                     | 99,05                     |
|                                    | —                                  | Maffeo Pantaleoni                  | 23                        | 0,95                      |
|                                    |                                    |                                    |                           |                           |
| Iscritti                           | Iscritti                           | Iscritti                           | 6 386                     | 100,00                    |
| ↳ Votanti (% su iscritti)          | ↳ Votanti (% su iscritti)          | ↳ Votanti (% su iscritti)          | 2 675                     | 41,89                     |
| ↳ Voti validi (% su votanti)       | ↳ Voti validi (% su votanti)       | ↳ Voti validi (% su votanti)       | 2 423                     | 90,58                     |
| ↳ Schede non valide (% su votanti) | ↳ Schede non valide (% su votanti) | ↳ Schede non valide (% su votanti) | 252                       | 9,42                      |
| ↳ Astenuti (% su iscritti)         | ↳ Astenuti (% su iscritti)         | ↳ Astenuti (% su iscritti)         | 3 711                     | 58,11                     |

### XIX legislatura
Le votazioni si svolsero in 508 collegi uninominali a doppio turno con la normativa del 1892 (al primo turno un numero di voti maggiore di un sesto degli iscritti al voto).
| Partito                            | Partito                            | Candidato                          | Risultati 26 maggio 1895 | Risultati 26 maggio 1895 |
| Partito                            | Partito                            | Candidato                          | Voti                     | %                        |
| ---------------------------------- | ---------------------------------- | ---------------------------------- | ------------------------ | ------------------------ |
|                                    | —                                  | Alessandro Costa                   | 1 721                    | 84,82                    |
|                                    | —                                  | Nicola Barbato                     | 196                      | 9,66                     |
|                                    | —                                  | Alfonso Catinari                   | 112                      | 5,52                     |
|                                    |                                    |                                    |                          |                          |
| Iscritti                           | Iscritti                           | Iscritti                           | 4 478                    | 100,00                   |
| ↳ Votanti (% su iscritti)          | ↳ Votanti (% su iscritti)          | ↳ Votanti (% su iscritti)          | 2 206                    | 49,26                    |
| ↳ Voti validi (% su votanti)       | ↳ Voti validi (% su votanti)       | ↳ Voti validi (% su votanti)       | 2 029                    | 91,98                    |
| ↳ Schede non valide (% su votanti) | ↳ Schede non valide (% su votanti) | ↳ Schede non valide (% su votanti) | 177                      | 8,02                     |
| ↳ Astenuti (% su iscritti)         | ↳ Astenuti (% su iscritti)         | ↳ Astenuti (% su iscritti)         | 2 272                    | 50,74                    |

### XX legislatura
Le votazioni si svolsero in 508 collegi uninominali a doppio turno con la normativa del 1892 (al primo turno un numero di voti maggiore di un sesto degli iscritti al voto).
| Partito                            | Partito                            | Candidato                          | Risultati 21 marzo 1897 | Risultati 21 marzo 1897 |
| Partito                            | Partito                            | Candidato                          | Voti                    | %                       |
| ---------------------------------- | ---------------------------------- | ---------------------------------- | ----------------------- | ----------------------- |
|                                    | —                                  | Alessandro Costa                   | 1 626                   | 85,85                   |
|                                    | —                                  | Andrea Costa                       | 268                     | 14,15                   |
|                                    |                                    |                                    |                         |                         |
| Iscritti                           | Iscritti                           | Iscritti                           | 4 447                   | 100,00                  |
| ↳ Votanti (% su iscritti)          | ↳ Votanti (% su iscritti)          | ↳ Votanti (% su iscritti)          | 2 029                   | 45,63                   |
| ↳ Voti validi (% su votanti)       | ↳ Voti validi (% su votanti)       | ↳ Voti validi (% su votanti)       | 1 894                   | 93,35                   |
| ↳ Schede non valide (% su votanti) | ↳ Schede non valide (% su votanti) | ↳ Schede non valide (% su votanti) | 135                     | 6,65                    |
| ↳ Astenuti (% su iscritti)         | ↳ Astenuti (% su iscritti)         | ↳ Astenuti (% su iscritti)         | 2 418                   | 54,37                   |

Fu indetta un'elezione suppletiva per il 18 marzo 1900 in seguito alla morte dell'onorevole Costa.
| Partito                            | Partito                            | Candidato                          | Risultati 18 agosto 1900 | Risultati 18 agosto 1900 |
| Partito                            | Partito                            | Candidato                          | Voti                     | %                        |
| ---------------------------------- | ---------------------------------- | ---------------------------------- | ------------------------ | ------------------------ |
|                                    | —                                  | Maffeo Pantaleoni                  | 1 493                    | 52,24                    |
|                                    | —                                  | Sesto Ciccolini                    | 1 365                    | 47,76                    |
|                                    |                                    |                                    |                          |                          |
| Iscritti                           | Iscritti                           | Iscritti                           | 4 529                    | 100,00                   |
| ↳ Votanti (% su iscritti)          | ↳ Votanti (% su iscritti)          | ↳ Votanti (% su iscritti)          | 2 974                    | 65,67                    |
| ↳ Voti validi (% su votanti)       | ↳ Voti validi (% su votanti)       | ↳ Voti validi (% su votanti)       | 2 858                    | 96,10                    |
| ↳ Schede non valide (% su votanti) | ↳ Schede non valide (% su votanti) | ↳ Schede non valide (% su votanti) | 116                      | 3,90                     |
| ↳ Astenuti (% su iscritti)         | ↳ Astenuti (% su iscritti)         | ↳ Astenuti (% su iscritti)         | 1 555                    | 34,33                    |

### XXI legislatura
Le votazioni si svolsero in 508 collegi uninominali a doppio turno con la normativa del 1892 (al primo turno un numero di voti maggiore di un sesto degli iscritti al voto).

### XXII legislatura
Le votazioni si svolsero in 508 collegi uninominali a doppio turno con la normativa del 1892 (al primo turno un numero di voti maggiore di un sesto degli iscritti al voto).

### XXIII legislatura
Le votazioni si svolsero in 508 collegi uninominali a doppio turno con la normativa del 1892 (al primo turno un numero di voti maggiore di un sesto degli iscritti al voto).

### XXIV legislatura
Le votazioni si svolsero negli stessi 508 collegi uninominali già esistenti ma, come previsto dal regio decreto del 26 giugno 1913, era eletto al primo turno il candidato che «ha ottenuto un numero di voti maggiore del decimo del numero totale degli elettori del collegio e più della metà dei suffragi dati dai votanti» escludendo le schede nulle (art. 91). Se nessun candidato era eletto, al ballottaggio tra i due candidati con più voti (art. 92) era eletto chi otteneva il maggior numero di voti oppure, in caso di ugual numero di voti, il maggiore d'età (art. 93).

### XXV legislatura
Le votazioni si svolsero in 54 collegi di lista. Come previsto dal regio decreto del 2 settembre 1919, il numero di eletti per ogni lista era calcolato sulla base dei voti di lista e sul numero di voti dei candidati al di fuori della propria lista; la graduatoria tra i candidati era calcolata sommando i voti di lista e i propri voti di preferenza sia nella lista sia fuori dalla lista (art. 84).